# Schillertangaren
Die Schillertangaren oder Echten Tangaren (Tangara) sind eine Gattung in der Familie der Tangaren, deren Arten in Mittel- und Südamerika verbreitet sind. Sie wurden 2020 in mehreren kleineren Gruppen (Genera) gesplittet.

## Merkmale
Die Schillertangaren sind farbenfrohe, teilweise komplex gemusterte Vögel. Die Arten zeigen erhebliche Unterschiede in der Färbung ihres Gefieders. Die Geschlechter sind sich für gewöhnlich ähnlich, ohne eindeutigen Geschlechtsdimorphismus. Die weiblichen Vögel sind in der Regel etwas stumpfer in den Farben.

## Verbreitung
Schillertangaren sind im tropischen und subtropischen Amerika von Meereshöhe bis zur Baumgrenze zu finden. Eine Art mit ihrer Unterart kommt auf den Antillen vor, dabei handelt es sich um die Buntkappentangare Stilpnia cucullata, die auf St. Vincent und Grenada beheimatet ist. Drei Unterarten Ixothraupis guttata trinitatis, Tangara mexicana vieilloti und Tangara gyrola viridissima kommen auf den Antilleninseln Trinidad und Tobago vor.

## Lebensweise
Die Schillertangaren sind keine großen Sänger und ihr Repertoire umfasst gerade einmal ein paar wenige Töne. Sie sind im Allgemeinen recht friedliche und gesellig lebende Vögel. Die meisten Schillertangaren leben paarweise oder in kleinen Gruppen zusammen.

## Arten
In der Gattung der Schillertangaren findet man je nach Autoren 49–51 Arten, die Gattung umfasst damit mehr Arten als alle anderen Neotropischen Gattungen. Gewisse Autoren führen immer noch die Art Tangara brasiliensis einzeln auf, obwohl diese neu als eine der Unterarten von Tangara mexicana eingestuft wurde und nun den wissenschaftlichen Namen Tangara mexicana brasiliensis trägt. Andere Autoren erwähnen immer noch Tangara cyanomelas als eigenständige Art, obwohl auch diese schon seit längerer Zeit als Unterart von Tangara velia angesehen wird und nun den wissenschaftlichen Namen Tangara velia cyanomelas trägt.
Die 49 Arten mit ihren 110 Unterarten werden, je nach Autoren, auch in schwarzkappige, gesprenkelte, blaue und orangeköpfige Species eingeteilt:
- Zu den schwarzkappigen zählen die Silbertangare Tangara viridicollis, Grünkehltangare Tangara argyrofenges, Heine-Tangare Stilpnia heinei und die sehr seltene Sira-Tangare Stilpnia phillipsi.
- Zu den gesprenkelten Tangaren zählt man die Tropfentangare Ixothraupis guttata, Gelbbauchtangare Ixothraupis xanthogastra und die Drosseltangare Ixothraupis punctata.
- Den blauköpfigen Tangaren gehören die Schwarzbrusttangare Stilpnia nigrocincta, Purpurmaskentangare Stilpnia larvata, Azurkopftangare Stilpnia cyanicollis sowie die Schwarznackentangare Tangara labradorides an.
- Die orangenköpfigen Schillertangaren umfassen die Schwarzmanteltangare Stilpnia peruviana, Grünkappentangare Stilpnia meyerdeschauenseei, Rotscheiteltangare Stilpnia vitriolina und die Isabelltangare Stilpnia cayana.

Laut IOC World Bird List 11.1 werden folgende Arten anerkannt:
- Blaubarttangare (Tangara johannae (Dalmas, 1900))
- Blaubrusttangare (Tangara cyanoventris (Vieillot, 1819))
- Blauflügeltangare (Tangara argentea (Lafresnaye, 1843))
- Blaukappentangare (Tangara cyanocephala ( Statius Müller, 1776))
- Dreifarbentangare (Tangara seledon (Statius Müller, 1776))
- Gelbkopftangare (Tangara xanthocephala (Tschudi, 1844))
- Glanzfleckentangare (Tangara dowii (Salvin, 1863))
- Goldbrusttangare (Tangara schrankii (Spix, 1825))
- Goldohrtangare (Tangara chrysotis (Du Bus de Gisignies, 1846))
- Goldtangare (Tangara arthus Lesson, 1832)
- Grünnackentangare (Tangara fucosa Nelson, 1912)
- Kastanienflügeltangare (Tangara lavinia (Cassin, 1858))
- Opalscheiteltangare (Tangara callophrys (Cabanis, 1848))
- Orangebrusttangare (Tangara desmaresti (Vieillot, 1819))
- Rotbauchtangare (Tangara velia (Linnaeus, 1758))
- Rötelkopftangare (Tangara gyrola (Linnaeus, 1758))
- Rotstirntangare (Tangara parzudakii (Lafresnaye, 1843))
- Rotwangentangare (Tangara rufigenis (Sclater, PL, 1857))
- Schlichttangare (Tangara inornata (Gould, 1855))
- Schwarzblautangare (Tangara vassorii (Boissonneau, 1840))
- Schwarznackentangare (Tangara labradorides (Boissonneau, 1840))
- Siebenfarbentangare (Tangara chilensis (Vigors, 1832))
- Silberbrauentangare (Tangara cyanotis (Sclater, PL, 1858))
- Silberfleckentangare (Tangara nigroviridis (Lafresnaye, 1843))
- Silberkehltangare (Tangara icterocephala (Bonaparte, 1851))
- Smaragdtangare (Tangara florida (Sclater, PL & Salvin, 1869))
- Türkistangare (Tangara mexicana (Linnaeus, 1766))
- Vielfarbentangare (Tangara fastuosa (Lesson, 1831))
- Weissbauchtangare (Tangara brasiliensis  (Linnaeus, 1766))

Aus der aufgelösten Gattung Thraupis kamen neu dazu:
- Bischofstangare (Tangara episcopus (Linnaeus, 1766))
- Blauflecktangare (Tangara glaucocolpa (Cabanis, 1851))
- Sayacatangare (Tangara sayaca (Linnaeus, 1766))
- Violettschultertangare (Tangara cyanoptera (Vieillot, 1817))
- Schmucktangare (Tangara ornata (Sparrman, 1789))
- Palmtangare (Tangara palmarum (zu Wied-Neuwied, 1821))

In andere Gattungen überstellt wurden:
Gattung Poecilostreptus
- Grünmanteltangare (Poecilostreptus cabanisi (Sclater, PL, 1868))
- Silbermanteltangare (Poecilostreptus palmeri (Hellmayr, 1909))

Gattung Ixothraupis
- Drosseltangare (Ixothraupis punctata (Linnaeus, 1766))
- Fleckentangare (Ixothraupis guttata (Cabanis, 1851))
- Gelbbauchtangare (Ixothraupis xanthogastra (Sclater, PL, 1851))
- Rostkehltangare (Ixothraupis rufigula (Bonaparte, 1851))
- Tüpfeltangare (Ixothraupis varia (Statius Müller, 1776))

Gattung Chalcothraupis
- Rotnackentangare (Chalcothraupis ruficervix (Prévost & Des Murs, 1846))

Gattung Stilpnia
- Azurkopftangare (Stilpnia cyanicollis (d’Orbigny & Lafresnaye, 1837))
- Buntkappentangare (Stilpnia cucullata (Swainson, 1834))
- Goldscheiteltangare (Stilpnia larvata (Du Bus de Gisignies, 1846))
- Goldkehltangare (Stilpnia viridicollis (Taczanowski, 1884))
- Grünkappentangare (Stilpnia meyerdeschauenseei (Schulenberg & Binford, 1985))
- Grünkehltangare (Stilpnia argyrofenges (Sclater, PL & Salvin, 1876))
- Isabelltangare (Stilpnia cayana (Linnaeus, 1766))
- Prachttangare (Stilpnia preciosa (Cabanis, 1850))
- Rotscheiteltangare (Stilpnia vitriolina (Cabanis, 1850))
- Schwarzbrusttangare (Stilpnia nigrocincta (Bonaparte, 1838))
- Schwarzmanteltangare (Stilpnia peruviana (Desmarest, 1806))
- Schwarzscheiteltangare (Stilpnia heinei (Cabanis, 1850))
- Siratangare (Stilpnia phillipsi Graves, GR & Weske, 1987)